# Carl Brown (Basketballspieler)
Carl Danell „Charly“ Brown (* 30. April 1968 in Detroit, Michigan) ist ein ehemaliger US-amerikanischer Basketballspieler. Bekannt ist er insbesondere für seine Zeit beim deutschen Bundesligisten Trier.

## Karriere
Mit seiner für professionelle Spieler geringen Körpergröße von 1,77 m hatte Brown seine Stärken im Wurf von außen und in seiner Schnelligkeit.
Brown spielte in seinem Heimatland auf Hochschulebene von 1988 bis 1990 für die Mannschaft der University of Arkansas at Little Rock in der NCAA Division I. Dort stellte er Bestmarken für die meisten verwandelten Freiwürfe (20 von 20 Versuchen), die meisten Drei-Punkt-Treffer (10) und meisten Assists (18) in einem Spiel auf. In der Saison 1988/89 kam Brown auf Mittelwerte von 15,3 Punkten und 5,3 Korbvorlagen, 1989/90 von 18,4 Punkten sowie 4,2 Vorlagen je Begegnung. 2003 wurde er in die Ruhmeshalle der Hochschulsportabteilung aufgenommen. Ein paar Jahre nach Brown spielte auch der nur wenig größere Derek Fisher bei den Trojans, welcher aber eine ungleich erfolgreichere Karriere mit vier NBA-Meisterschaften für die Los Angeles Lakers hatte. Im Draftverfahren der CBA im Jahr 1990 wurde Brown von den Rapid City Thrillers ausgewählt. Er bestritt in der Spielzeit 1990/91 zehn Partien für die Thrillers sowie acht für den Ligakonkurrenten Quad City Thunder. Bei beiden Mannschaften blieb er deutlich unter den statistischen Werten, die er in der NCAA erreicht hatte.
In der Saison 1993/94 wechselte er zum ersatzgeschwächten TVG Trier in die Basketball-Bundesliga. Die Moselaner suchten aufgrund einer schweren Verletzung Stephen Johnsons kurzfristig einen ausländischen Spieler. Triers damaliger Trainer Juri Selichow legte sich schnell auf Brown als seinen Wunschkandidaten fest, nachdem er Spielausschnitte aus dessen NCAA-Zeit gesehen hatte. Brown wurde bei dem deutschen Verein schnell zum Publikumsliebling und zur Identifikationsfigur. Später bezeichnete er seine Zeit in Trier als die beste seines Lebens. Mit dem Verein wurde er 1998 und 2001 Pokalsieger. Als sein bestes Bundesligaspiel für Trier gilt die Partie gegen Alba Berlin am 14. November 1998, als sich seine Mannschaft in der Mitte des dritten Spielabschnitts einem 25-Punkte-Rückstand gegenübersah und Brown unter anderem mit sechs erfolgreichen Dreipunktwürfen in Folge daran beteiligt war, dass Trier die Berliner noch mit 80:78 schlug. Er traf in diesem Spiel insgesamt acht seiner elf Dreipunktewürfe und kam auf 32 Punkte. Im November 1999 erzielte Brown im Europapokal Korać-Cup gegen HKK Brotnjo aus Bosnien und Herzegowina 60 Punkte für Trier, traf dabei elf seiner 25 Dreipunktewürfe.
Regelmäßig wurde er als einer der besten Spieler ins Bundesliga-All-Star Game berufen und dort auch noch 2003 als wertvollster Spieler der Partie ausgezeichnet. Seine Bedeutung für Triers Mannschaft beschrieb das Fachorgan Basketball im Jahr 2000 mit den Worten: „Als Ideengeber ebenso gefordert wie als Scorer. Mit seinem Drang zum Korb und seiner Treffsicherheit als Distanzschütze steht und fällt die Trierer Offensivleistung“. Die Saison 2002/03 verlief für seinen Verein jedoch ungleich enttäuschender. Man wurde Letzter und qualifizierte sich nur über eine Wild Card der Bundesliga für eine weitere Saison in der ersten Liga. Trier baute die Mannschaft um, verzichtete auf die Dienste des mittlerweile 35-jährigen Brown und begründete das mit der Notwendigkeit der Verjüngung. Die Trennung von Brown sorgte bei Teilen der Trierer Anhängerschaft für „Trauer und Enttäuschung“, einige wendeten sich deshalb sogar vom Verein ab und kauften Dauerkarten beim Bundesliga-Konkurrenten Leverkusen, dem sich Brown nach seiner Ausmusterung in Trier angeschlossen hatte. Brown selbst nahm Triers Entscheidung „sehr, sehr enttäuscht“ auf.
In den folgenden beiden Jahren in Leverkusen war er von Verletzungen geplagt und spielte insgesamt weniger als die Hälfte der Spiele. Nach einer für Leverkusen enttäuschenden Saison 2004/05 wechselte er nach Oldenburg und spielte dort erneut wie lange in Trier unter Trainer Don Beck. Brown erreichte mit den Niedersachsen in seiner letzten Bundesliga-Saison noch einmal die Play-offs. Während er bei Trier noch bis zuletzt im Jahre 2003 im Durchschnitt mehr als 36 Minuten auf dem Parkett stand, waren es in seiner letzten Saison bei Oldenburg weniger als die Hälfte der Spielzeit. Brown, dessen Bestmarke in einem Bundesligaspiel 41 Punkte waren (erzielt 1999 gegen Leverkusen), spielte nach seiner Bundesligazeit noch ab Dezember 2006 bis zum Ende der Saison 2006/07 in der Regionalliga bei der DJK/MJC Trier und erzielte 12,9 Punkte je Einsatz. In der Bundesliga erzielte Brown insgesamt 6317 Punkte und lag damit in der ewigen Korbjägerliste der Liga auf dem vierten Platz, als er seine Karriere beendete.
Brown kehrte anschließend nach Little Rock zurück, seine Verbindung zum Basketballsport riss ab.